# Орден Олександра Невського (СРСР)
Це стаття про орден СРСР. Про державну нагороду Російської Федерації див.: Орден Олександра Невського (Російська Федерація). Про орден Російської імперії див.: Орден Святого Олександра Невського
О́рден Олекса́ндра Не́вського — військовий орден СРСР, заснований Указом Президії Верховної Ради СРСР від 29 липня 1942, одночасно з орденами Суворова і Кутузова, для нагородження командного складу Червоної Армії за видатні заслуги в організації і керівництві бойовими операціями і за досягнуті в результаті цих операцій успіхи в боях за Батьківщину.
Збережений в нагородній системі Російської Федерації.

## Статут ордена
Орденом Олександра Невського нагороджуються командири Червоної Армії, що проявили в боях за Батьківщину у Вітчизняній війні особисту відвагу, мужність і хоробрість і умілим командуванням забезпечуючи успішні дії своїх частин.
Нагородження орденом Олександра Невського здійснюється Указом Президії Верховної Ради СРСР.
Орденом Олександра Невського нагороджуються командири дивізій, бригад, полків, батальйонів, рот і взводів:
- За проявлену, відповідно до бойового завдання, ініціативу по вибору вдалого моменту для раптового, сміливого і стрімкого нападу на ворога і нанесення йому крупної поразки з малими втратами для своїх військ;
- За виконання бойового завдання, наполегливу і чітку організацію взаємодії родів військ і знищення повністю або більшій частині перевершуючих сил противника, що протидіють;
- За командування артилерійським підрозділом або частиною, що подавили артилерію ворога, яка перевершує по силі, або що знищили вогневі точки противника, що заважали просуванню наших частин, або що зруйнували групу дзотів і дотів, або що наполегливо відбили атаку крупної групи танків, нанісши їй важку утрату;
- За командування танковим підрозділом або частиною, що успішно виконали бойову операцію, заподіяли велику втрату живій силі і техніці противника і що повністю зберегли свою матеріальну частину;
- За командування авіапідрозділом або частиною, що наполегливо і успішно зробили ряд бойових вильотів, нанесли жорстокі втрати живій силі і техніці противника і що без втрат повернулися на свою базу;
- За стрімкі дії і ініціативу по розладу або знищенню інженерних споруджень противника і забезпечення розвитку успіху в наступальному пориві наших частин;
- За систематичну організацію безперебійного різнохарактерного зв'язку і своєчасне усунення його пошкоджень, що забезпечили успіх крупних бойових операцій військ;
- За уміле і стрімке виконання десантної операції з найменшими втратами для наших військ, що заподіяла велику поразку противникові і забезпечило успіх загального бойового завдання.

Орден Олександра Невського носиться на правій стороні грудей і розташовується після ордена Богдана Хмельницького III ступеня.

## Опис ордена
Знак ордена Олександра Невського має форму опуклої, покритої рубіново-червоною емаллю, п'ятикутної зірки на тлі десятикінцевої правильної фігури, на поверхні якої розташовані поліровані промені, що розходяться. Червона зірка має позолочені обідки. В середині зірки — круглий окований щит з рельєфним зображенням Олександра Невського і написом по колу опуклими буквами: «АЛЕКСАНДР НЕВСКИЙ». Щит облямований лавровим позолоченим вінком. Нижні кінці гілок вінка покриті фігурним щитком з позолоченим зображенням на нім серпа і молота. На тлі променів десятикінцевої фігури змальовані кінці двох позолочених бердишів, схрещених позаду круглого щита. У нижній частині ордена схрещені позаду фігурного щитка позолочені: меч, спис, лук і сагайдак із стрілами.
Знак ордена Олександра Невського виготовляється з срібла. Срібного вмісту в ордені — 37,056±1,387 г. Загальна вага ордена — 40,8±1,7 г.
Розмір ордена між кінцем червоної зірки і протилежною вершиною десятикінцевої фігури — 50 мм. Відстань від центру ордена до вершини будь-якого з емалевих променів п'ятикутної зірки — 26-27 мм.
На оборотній стороні знак має нарізний штифт з гайкою для прикріплення ордена до одягу.
Стрічка до ордена шовкова муарова блакитного кольору з подовжньою червоною смугою посередині. Ширина стрічки — 24 мм, ширина смужки — 5 мм.

## Історія ордена
Орден Олександра Невського є молодшим з «полководницьких» орденів. Він єдиний серед них, що має лише один ступень. Багато колекціонерів вважають його найкрасивішим з орденів СРСР.
Найкращий ескіз ордена Олександра Невського створив молодий архітектор Телятников І. С. Оскільки не збереглося прижиттєвих портретів полководця, Телятників помістив на орден профільне зображення артиста Миколи Черкасова, що виконав роль Олександра Невського в однойменному кінофільмі.
Малюнок ордена був затверджений 20 липня 1942 року.
У статуті спочатку визначалося, що орденом можуть нагороджуватися лише командири військових частин від взводу до полку включно. Згідно з Указом Президії Верховної Ради СРСР від 10 листопада 1942 року орденом могли нагороджуватися і командири дивізій і бригад.
Орденом Олександра Невського № 1 був нагороджений командир батальйону морської піхоти 154-ї морської стрілецької бригади старший лейтенант (згодом підполковник) Рубан І. Н. за відбиття атаки цілого фашистського полку, підтриманого танками, в районі закруту Дона в серпні 1942 року (Указ від 5 листопада 1942 року). Рубан розділив свій батальйон на три групи і, використовуючи одну з груп як приманку, заманив крупні сили противника в засідку, після чого дві групи, що залишилися, атакували ворога. Батальйон Рубана знищив 7 танків і понад 200 ворожих солдатів.
Одними з перших орденом Олександра Невського були нагороджені офіцери Котов В. Ф., Цибулин С. П. та інші.
Орденом Олександра Невського було нагороджено багато двічі Героїв Радянського Союзу: льотчики-винищувачі Алелюхин О. В., Амет-Хан Султан, Речкалов Г. А., льотчики-штурмовики Алексенко В. А., Недбайло А. К. і Павлов І. Х., льотчик-бомбардувальник Молодчий О. Г., морський піхотинець Леонов В. М. та інші.
У числі нагороджених орденом Олександра Невського — близько 70 іноземних генералів і офіцерів. Так, наприклад, за видатну військову діяльність, що сприяла крупному успіху англо-американських військ в Північній Африці та Італії, і за проявлення при цьому хоробрості та мужності орденом Олександра Невського була нагороджена група офіцерів армії США — майор Вілльям Л. Льоверетт, майор Вільям Т. Боре і старший лейтенант Вільям В. Келлог. Орден Олександра Невського отримав капітан англійського військово-морського флоту Джон Харві Форбс Кромбі.
Жінки-офіцери також нагороджувалися цим полководницьким орденом. Так, орденом Олександра Невського була нагороджена гвардії капітан (пізніше майор) Смирнова Марія Василівна, командир ескадрильї 46-го гвардійського Таманського орденів Червоного Прапора і Суворова III ступеня авіаполку. Цей жіночий авіаполк був оснащений легкими нічними бомбардувальниками По-2.
Відомо немало випадків повторного нагородження орденом. Двох орденів Невського удостоєний Герой Радянського Союзу гвардії майор (згодом підполковник) Ємельянов Борис Миколайович — командир батальйону 215-го Гвардійського стрілецького полку 77-ї Гвардійської стрілецької дивізії. Окрім нього двома орденами Невського були нагороджені ще п'ятеро Героїв Радянського Союзу — командир ескадрильї 65-го Гвардійського винищувального авіаполку 4-ї Гвардійської винищувальної авіадивізії гвардії майор Кубарев В. Н., заступник командира ескадрильї 10-го окремого розвідувального авіаполку 1-ї Повітряної армії капітан Селіверстов Ф. П., заступник командира 955-го штурмового авіаполку 305-ї штурмової авіадивізії капітан Глазунов П. А., командир 201-го мінометного полку майор Шелест Д. А. і командир ескадрильї 190-го штурмового авіаполку 214-ї штурмової авіадивізії старший лейтенант Рощин Л. М.
Командир дивізіону 111-го Гвардійського гаубичного артилерійського полку РГК гвардії старший лейтенант Можейко Л. С. перший раз був нагороджений орденом Олександра Невського наказом командувача артилерією 13-ї армії № 31/н від 19 серпня 1944 року. Пізніше Можейко знов відзначився в оборонних боях на західному березі Вісли і був нагороджений другим орденом Олександра Невського наказом командувача артилерією 13-ї армії № 61/н від 15 лютого 1945 року. Влітку 1944 роки в звільненні міста Бреста брав участь артилерійський дивізіон під командуванням гвардії майора Алі Гейдар Ібрагимова — кавалера двох орденів Олександра Невського.
Також двох орденів Олександра Невського удостоїлися полковник Базиленко В. І., командир 190-го штурмового авіаполку Герой Радянського Союзу капітан (при нагородженні другим орденом — майор) Бахтін І. П., підполковник Галицький М., командир артилерійського дивізіону майор Ануров М. А., командир 103-го мінометного полку майор Власов П. Е., майор Давиденко В. Ф., майор Лоза А. М., командир батальйону гвардії майор Ходирев М. П., льотчик-штурмовик капітан Андрєєв І. І., командир зенітної батареї капітан Баженов В. Д., командир взводу розвідки капітан Гаврилов М. І., капітан Горбунов Н. І., капітан Горін А. С., льотчик 50-го винищувального авіаполку 215-ї винищувальної авіадивізії капітан Мавренкин І. В., командир артдивізіону капітан Цуканов В. Д., командир артилерійської батареї старший лейтенант Маслєнніков М. С., старший лейтенант Пачезерцев К. Г., льотчик-штурмовик старший лейтенант Полунін А. І., командир мінометної роти лейтенант Самсонов Л. Ф., Семергєєв В. Д., командир батальйону Сукнев М. І., Парамонов П. С., Попков В. С., командир мінометної батареї старший лейтенант Биковський А. І., командир 386-го окремого саперного батальйону майор Копилов С. М., командир стрілецького взводу молодший лейтенант Костріков М. А., командир стрілецького батальйону капітан Кочнев І. Н., командир стрілецької роти старший лейтенант Крашенінников А. Ф., командир мінометного дивізіону майор Кузнєцов В. К., командир танкового взводу лейтенант Смирнов І. В., командир інженерно-саперної роти старший лейтенант Соськов А. А., командир стрілецької роти капітан Шереметов М. Ф., Сигов М. А. та інші.
Трьома орденами Невського були нагороджені командир 818-го артилерійського полку 223-ї стрілецької дивізії підполковник Микола Леонтійович Невський і командир 536-го винищувально-протитанкового артилерійського полку підполковник Іван Григорович Борисенко.
Багато частин і підрозділи прикріпили орден Олександра Невського до своїх прапорів.
Серед них:
- 147-ма Речицько-Рогачевська Червонопрапорна, орденів Суворова і Кутузова армійська артилерійська бригада (нагороджена за участь в опануванні міста Щецін);
- Червонопрапорний винищувальний авіаполк «Нормандія-Німан»;
- 100-й Гвардійський Ченстоховський ордена Богдана Хмельницького винищувальний авіаполк;
- 79-й Гвардійський штурмовий авіаполк (нагороджений за участь в звільненні передмістя Варшави — Праги);
- 994-й Знаменський Червонопрапорний авіаційний полк зв'язку 5-ї Гвардійської танкової армії;
- 14-й винищувально-протитанковий Євпаторійський артилерійський полк 35-ї Червонопрапорної Севастопольської бригади РГК та інші з'єднання і частини.

Необхідно відзначити, що основна маса орденів Олександра Невського вручалася офіцерам на посаді командира взводу, роти або батальйону (військові звання від лейтенанта до майора включно). Нагородження цим орденом командирів полків, бригад і, тим більше, дивізій (військові звання старше майора) відбувалися рідше. Це обумовлено тим, що старшим офіцерам і генералам вручалися полководницькі ордени вищого рангу (Суворова і Кутузова). Дане розмежування вельми умовно і, природно, існували винятки.
Орденом Олександра Невського нагороджували і після війни. Відносно велика кількість орденів була вручена офіцерам, що відзначилися в придушенні «контрреволюційного заколоту» в Угорщині в 1956 році. Так, лише в одній 7-й Гвардійській повітряно-десантній дивізії орденом Олександра Невського було нагороджено вісім чоловік.
Всього за подвиги і заслуги у німецько-радянській війні орденом Олександра Невського було здійснене 42165 нагороджень. У числі нагороджених — 1473 військових частини і з'єднання Радянської Армії і Військово-морського Флоту.

## Нагороджені
- 45-й окремий гвардійський полк спеціального призначення